# Steinmühlenbrücke

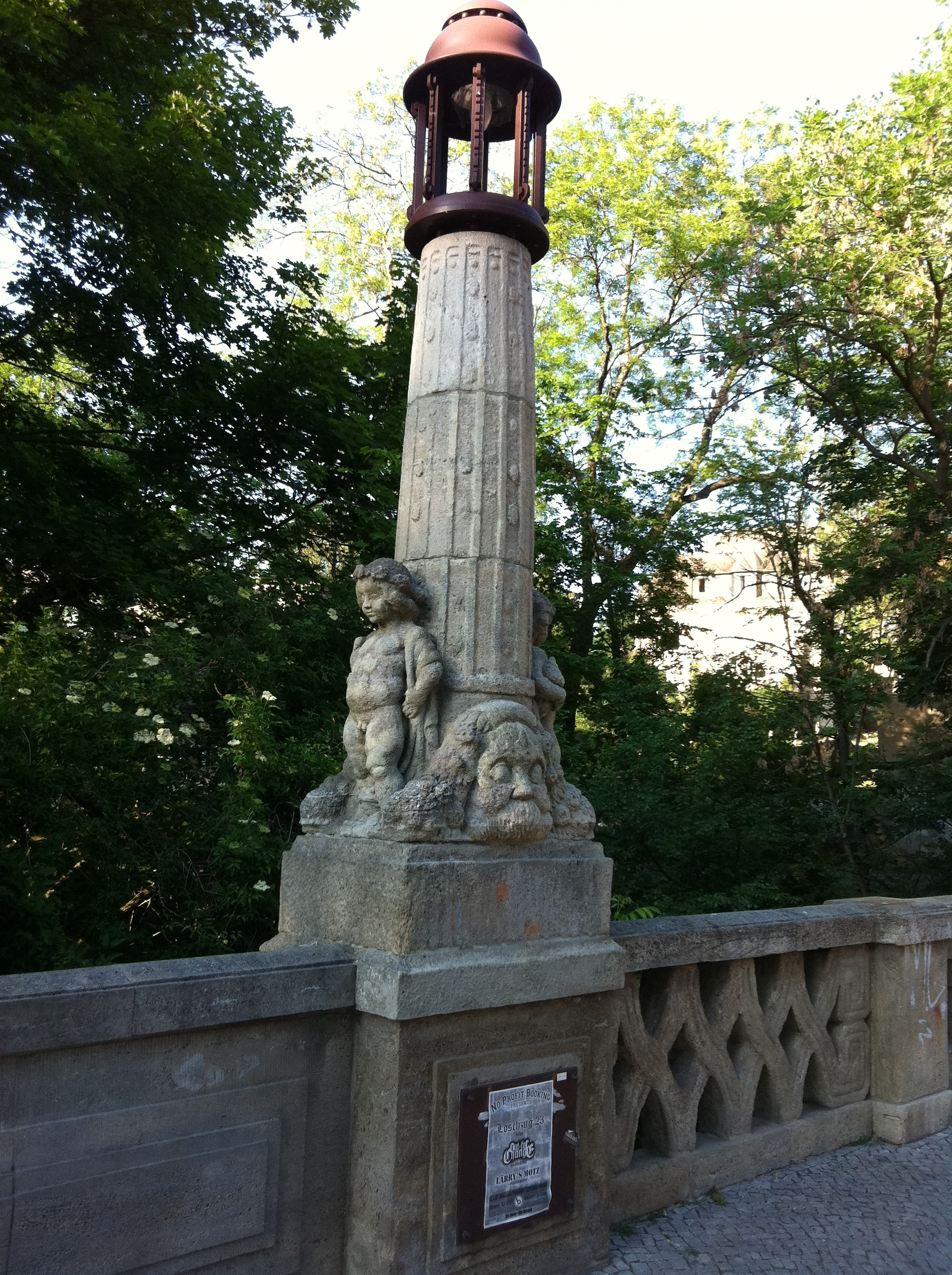
Kandelaber der Steinmühlenbrücke

Die Steinmühlenbrücke ist eine Straßenbrücke in Halle (Saale), die den Mühlgraben überspannt, einen Seitenarm der Saale. Sie verbindet das östliche Ufer der Ziegelwiese, einer Saaleinsel, mit dem nordwestlich Teil des Stadtzentrums.
Sie wurde 1912 im Stil der Reformarchitektur gestaltet. Sie hat einen weitgespannten Gewölbebogen aus Stahlbeton, die Brückenbrüstung ist ebenfalls aus Beton, ebenso wie die vier Kandelaber, die die Eingänge zur Brücke flankieren. Jeweils zwei Putten mit Füllhörnern lehnen sich an die Basen der kannelierten, mit Ornamenten geschmückten Säulen, die die Laternen tragen. Die Brücke ist rund 20 Meter lang. Ihrem Namen erhielt sie in Anlehnung an die sogenannte Steinmühle, eine Wassermühle in unmittelbarer Nähe.